# Bill Black
William Patton Black Jr. (* 17. September 1926 in Memphis, Tennessee; † 21. Oktober 1965 ebenda) war ein US-amerikanischer Musiker. Bekannt wurde er als Bill Black und Bassist in der ersten Band von Elvis Presley, den Blue Moon Boys. Seine größten Erfolge hatte er Anfang der 1960er Jahre mit seiner Bill Black’s Combo.

## Karriere
Weiteres Mitglied neben Elvis Presley (Gesang, Rhythmusgitarre) und Bill Black war Scotty Moore (Melodiegitarre). Zuvor spielte Bill Black gemeinsam mit Scotty Moore bei den Starlite Wranglers. Die Entstehung der B-Seite von Elvis erstem Hit That’s Alright Mama, Blue Moon of Kentucky, geht angeblich auf Bill Black zurück, der bei der Aufnahmesession im Sun-Records-Studio den Bill-Monroe-Song in hohem Falsett sang, worauf Presley den Song in dieser Weise adaptierte.
Nach der Trennung am 21. September 1957 von Presley trat Bill einer Band aus Memphis bei, die bald in die Bill Black’s Combo umbenannt wurde. Die Mitglieder der Instrumentalband waren bis 1961: Bill Black (Bass), Carl McVoy (Piano), ein Cousin von Jerry Lee Lewis, Martin Wills (Saxophon), Reggie Young (Gitarre) und Jerry Arnold (Schlagzeug).
Diese Formation hatte mit Smokie (Part II) 1959 ihren ersten Hit. Die folgende Single White Silver Sands wurde mit einem erreichten Platz 9 der einzige Top-10-Hit der Gruppe, die zwischen Dezember 1959 und April 1961 sechs Top-20-Hits in Folge landen konnte. Zwischen 1959 und 1962 konnte die Gruppe acht Hits in den Top 40 platzieren. Die Alben Solid And Raunchy (1960) und Let’s Twist Her (1961) erreichten in den LP-Charts Plätze unter den Top 40.
1964 war Bill Black’s Combo mit den Beatles auf deren erster Amerika-Tour unterwegs.
Bill Black starb 1965 an den Folgen eines Gehirntumors im Memphis Baptist Memorial Hospital. Zwölf Jahre später starb dort auch sein ehemaliger Bandkollege Elvis Presley an den Folgen eines Herzversagens.

## Trivia
Der Rockabilly-Kontrabass mit weißen Rändern von Bill Black befindet sich heute im Besitz von Ex-Beatle Paul McCartney, der den Bass in den späten 70er Jahren von seiner Frau Linda McCartney als Geburtstagsgeschenk erhielt. Der Bass ist, gespielt von Paul McCartney, in dem von Linda und Paul McCartney stammenden Lied Cook of the House (veröffentlicht 1976) der Band Wings zu hören und in dem Videoclip zu McCartneys Song Baby’s Request zu sehen, in welchem Linda McCartney das Instrument spielt. Im Dokumentarfilm The World Tonight spielt Paul McCartney seine Version von Heartbreak Hotel an Blacks Bass. Auch für Women and Wives spielte McCartney 2020 den Kontrabass von Bill Black.